# Seagoville
Seagoville is een plaats (city) in de Amerikaanse staat Texas, en valt bestuurlijk gezien onder Dallas County en Kaufman County.

## Demografie
Bij de volkstelling in 2000 werd het aantal inwoners vastgesteld op 10.823.
In 2006 is het aantal inwoners door het United States Census Bureau geschat op 11.377, een stijging van 554 (5.1%).

## Geografie
Volgens het United States Census Bureau beslaat de plaats een oppervlakte van
42,2 km², waarvan 42,1 km² land en 0,1 km² water. Seagoville ligt op ongeveer 132 m boven zeeniveau.

## Plaatsen in de nabije omgeving
De onderstaande figuur toont nabijgelegen plaatsen in een straal van 16 km rond Seagoville.